# دهستان حومه (شیروان)
دهستان حومه نام دهستانی در بخش مرکزی شهرستان شیروان، استان خراسان شمالی در ایران است,که به مرکزیت روستای الله آباد علیا می باشد. براساس سرشماری مرکز آمار ایران در سال ۱۳۸۵، جمعیت آن ۷۲۹۷ نفر (۱۹۸۹ خانوار) بوده‌است.